# Pachylusius incus
Pachylusius incus is een hooiwagen uit de familie Gonyleptidae.